# تایناق
تایناق (به لاتین: Taynaq) یک منطقه مسکونی در جمهوری آذربایجان است که در شهرستان آغجه‌آباد واقع شده است. تایناق ۸۱۰ نفر جمعیت دارد.